# Maider Olleta
Maider Olleta Pérez (Pamplona, 10 de octubre de 1977) es una exgimnasta rítmica española que compitió en la selección nacional de gimnasia rítmica de España.

## Biografía deportiva

### Inicios
Empezó a hacer gimnasia hacia los 3 años de edad en la Sociedad Cultural Deportivo Recreativa Anaitasuna de Pamplona, donde continuó haciendo gimnasia rítmica hasta llegar a la selección en el año 1993, con 15 años de edad. En 1992 logró la medalla de oro en pelota en el Campeonato de España Individual de San Sebastián y la medalla de plata en 1ª categoría en el Campeonato de España de Conjuntos en Málaga.

### Etapa en la selección nacional

#### 1993: Europeo de Bucarest

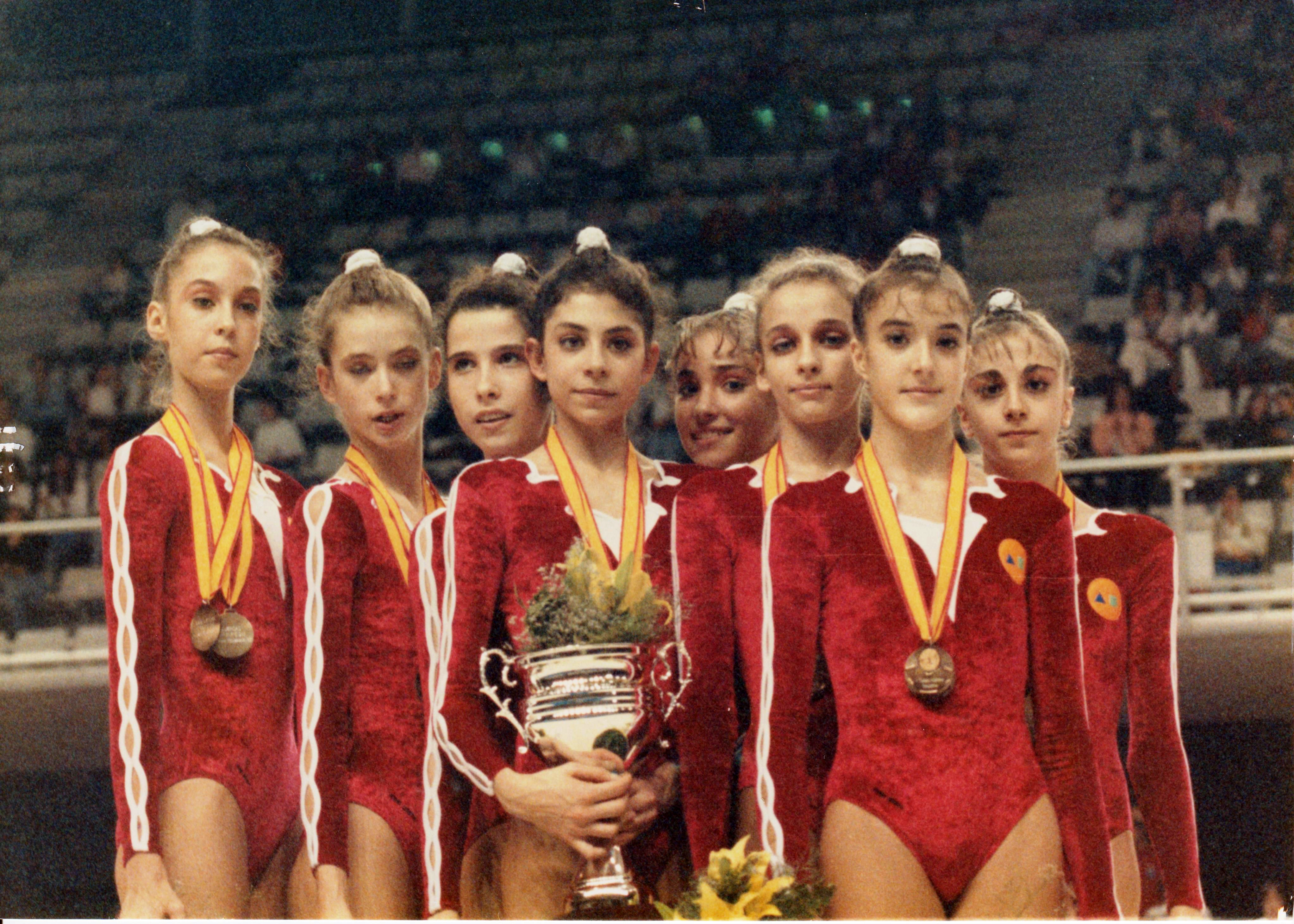
Maider (segunda a la izqda.) con el conjunto en el podio del Group Masters de Alicante (1993).

En 1993 pasó a formar parte del conjunto español de la selección nacional de gimnasia rítmica de España. Ese año Ana Roncero pasó a ser seleccionadora nacional y María Fernández Ostolaza se incorporó como entrenadora del conjunto. El renovado conjunto titular para ese año lo integraron Maider, Carolina Borrell, Alicia Martín, Cristina Martínez, Bárbara Plaza y Pilar Rodrigo, con María Álvarez y Regina Guati como suplentes. También se encontraban en el conjunto Lorena Barbadillo, Paula Cabo y Eva Velasco. En el Campeonato de Europa de Bucarest, el conjunto español logró la medalla de bronce en el concurso general y en la final de 4 aros y 4 mazas, y el 6º puesto en 6 cuerdas. En septiembre de 1993 el conjunto español disputó el Gymnastic Masters de Stuttgart, donde obtuvo el 4º puesto tanto en el concurso general como en la final de 4 aros y 4 mazas, y la medalla de bronce en la de 6 cuerdas. En el Group Masters de Alicante fueron plata en el concurso general y oro en las dos finales por aparatos. En Alicante el conjunto ya estaba integrado por Maider, María Álvarez, Lorena Barbadillo, Paula Cobo, Regina Guati, Alicia Martín, Cristina Martínez y Eva Velasco. En la Wacoal Cup de Tokio obtuvieron la medalla de bronce.

### Retirada de la gimnasia
Tras su retirada estudió IVEF en la Facultad de Ciencias de la Actividad Física y del Deporte de Vitoria (1996 - 2001). En el año 2008 abrió su propio estudio de Pilates, Mao Studio Pilates, en Pamplona. Sigue practicando como afición deportes como la natación, el esquí o el kitesurf. Actualmente trabaja como profesora de Educación Física e instructora del método Pilates en su propio centro.
El 16 de noviembre de 2019, con motivo del fallecimiento de Emilia Boneva, unas 70 exgimnastas nacionales, entre ellas Maider, se reunieron en el tapiz para rendirle tributo durante el Euskalgym. El evento tuvo lugar ante 8.500 asistentes en el Bilbao Exhibition Centre de Baracaldo y fue seguido además de una cena homenaje en su honor.

## Equipamientos
| Período | Proveedor  |
| ------- | ---------- |
| 1993    | Arena      |
| 1993    | John Smith |

## Música de los ejercicios
| Año  | Aparatos         | Música                                        |
| ---- | ---------------- | --------------------------------------------- |
| 1993 | 6 cuerdas        | Desconocida.                                  |
| 1993 | 4 aros y 4 mazas | Capricho español, de Nikolái Rimski-Kórsakov. |

## Palmarés deportivo

### Selección española
| 1993 - Campeonato de Europa de Bucarest Bronce en concurso general 6º puesto en 6 cuerdas Bronce en 4 aros y 4 mazas - Gymnastic Masters de Stuttgart 4º puesto en concurso general Bronce en 6 cuerdas 4º puesto en 4 aros y 4 mazas - Group Masters de Alicante Plata en concurso general Oro en 6 cuerdas Oro en 4 aros y 4 mazas - Wacoal Cup Bronce en concurso general |